# Stayokay

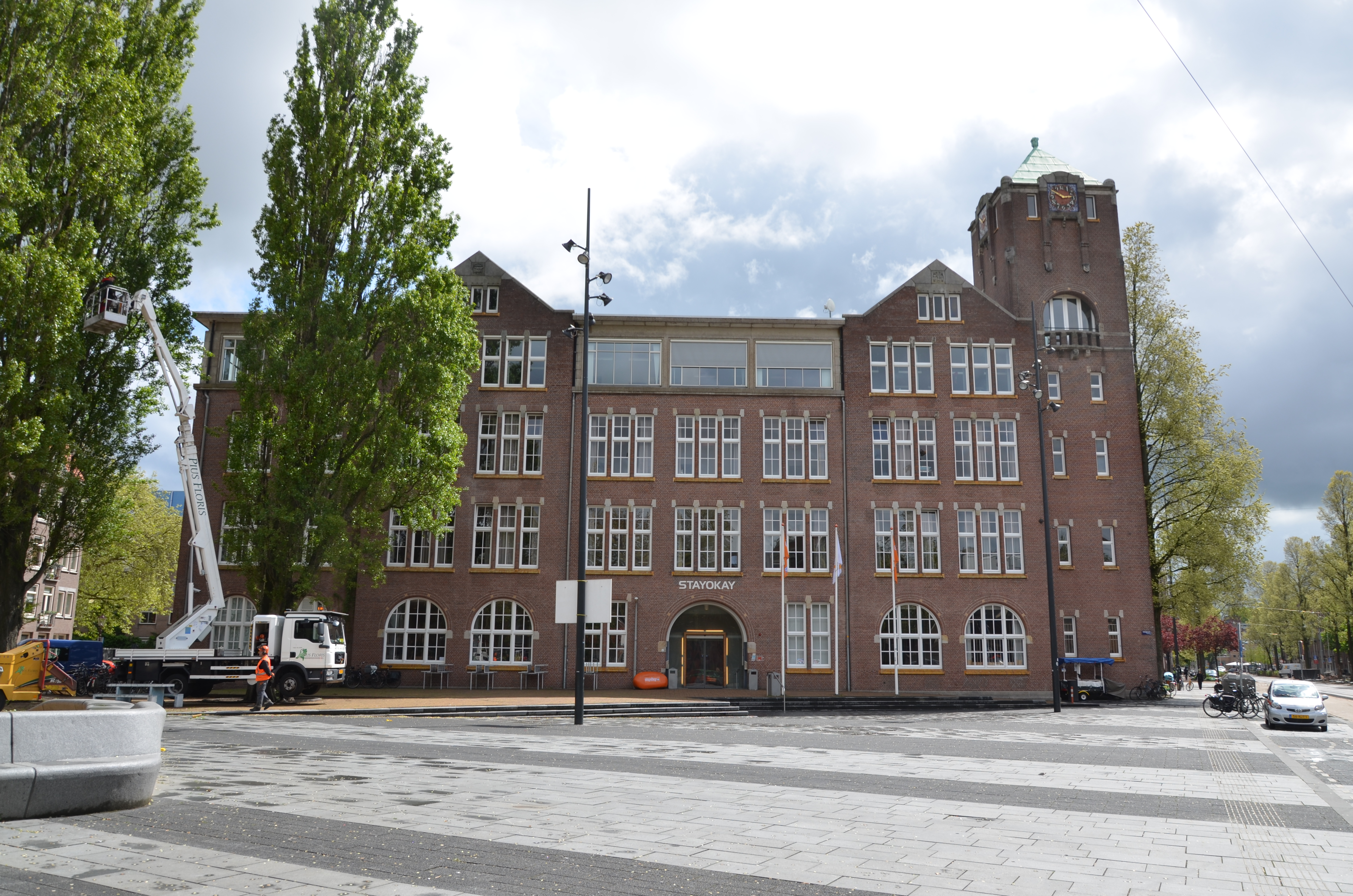
Stayokay-Hostel Amsterdam Zeeburg

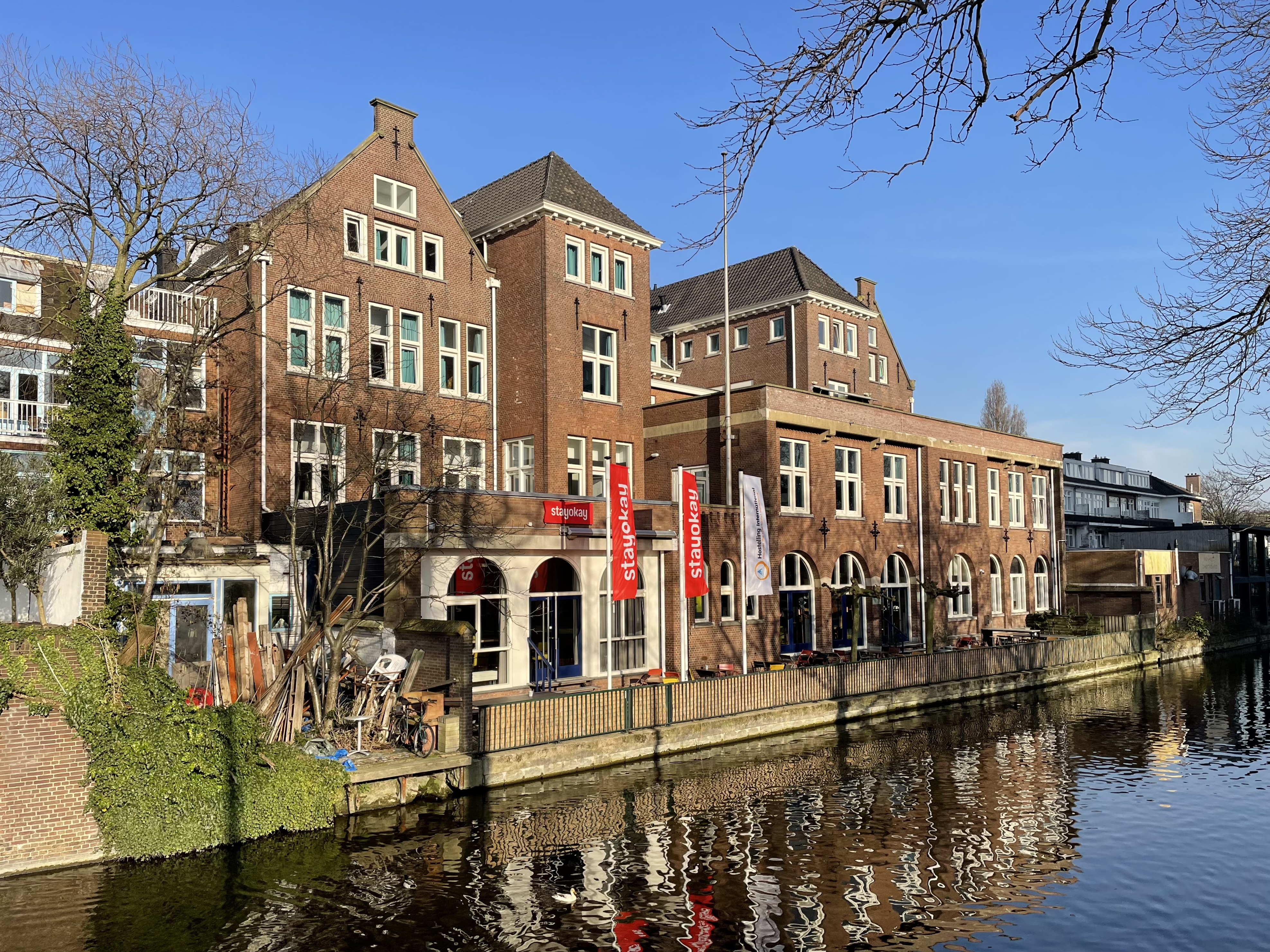
Stayokay Den Haag

Stayokay ist eine niederländische als Stiftung (stichting) organisierte Hostelkette.

## Geschichte und Angebot
1929 erfolgte die Gründung der Nederlandse Jeugdherbergcentrale (NJHC; „Niederländische Jugendherbergszentrale“). Im Jahr 2003 erfolgte die Umbenennung in die heutige Bezeichnung. Die Verwaltung befindet sich beim Stayokay Amsterdam Zeeburg. Neben Backpackern (vor allem in Amsterdam) richtet sich die Organisation an Familien und Gruppen. Einige der Hostels bieten auch Konferenzräume an. Das Übernachtungsangebot umfasst Mehrbettzimmer und Privatzimmer, alle Zimmer verfügen über Dusche und WC.
Stayokay gehört seit 1932 zu Hostelling International, einem internationalen Netzwerk von etwa 3000 Hostels weltweit. 2009 wurde die Rotterdamer Niederlassung in die Kubushäuser integriert. Weitere besondere Örtlichkeiten bieten das Stayokay Heemskerk mit Schloss Assumburg und das Stayokay Domburg mit Burg Westhove.
Im Jahr 2008 erhielt Stayokay als erste niederländische Beherbergungskette das Europäische Umweltzeichen. 2016 wurde Stayokay außerdem von der Triodos Bank mit dem Triodos Hart-Hoofdprijs für Nachhaltigkeit ausgezeichnet.

## Liste der Hostels
In den Niederlanden gibt es 20 Stayokay-Häuser:
- Amsterdam Stadsdoelen
- Amsterdam Vondelpark
- Amsterdam Oost
- Apeldoorn
- Arnhem
- Den Haag
- Domburg
- Dordrecht
- Egmond
- Gorssel
- Haarlem
- Heemskerk
- Maastricht
- Noordwijk
- Rotterdam
- Soest
- Terschelling
- Texel
- Utrecht-Bunnik
- Utrecht Centrum